# Johann Christian Niemeyer
Johann Christian Niemeyer (* 15. Mai 1724 in Winsen (Luhe); † 28. Februar 1811 in Liethe (Wunstorf)) war ein deutscher Kurfürstlich Hannoverscher Oberamtmann.

## Leben
Johann Christian Niemeyer war ein Sohn des Wurstener Land-Vogtes Otto Conrad Niemeyer (* 20. November 1690 in Polle; † 5. November 1746 Erichsburg) und der Melusine Elisabeth, geborene Brauns (* Oldenstadt; beigesetzt am 23. März 1728 Winsen (Luhe)).
Nach dem Besuch der Lateinschule Osterode in Osterode am Harz wurde Niemeyer am 10. April 1742 Student in Göttingen der dortigen Georg-August-Universität und besuchte 1745 die Universität Halle, bevor er 1746 Auditor in Uslar wurde.
1755 wurde Niemeyer zum Amtschreiber in Uslar ernannt, 1757 dann in Stolzenau. Rund zwei Jahre später heiratete er am 25. Oktober 1759 in Uslar die jugendliche Elisabeth Benedicte (* 13. Januar 1742 in Uslar; † in Hannover), Tochter des späteren Uslarer Oberamtmannes Heinrich Rudolf Schuster (* 6. August 1710 in Herzberg; † 18. Juli 1786 Brokeloh) und der Melusine Theresia, geborene Niemeyer (* 9. April 1722 in Eggersen; † 12. April 1796 in Brokeloh).
Die Stellung als Amtmann bekleidete Johann Christian Niemeyer ab 1766 auf dem Amt Wölpe und ab 1775 auf dem Amt Blumenau. Dort wurde er 1796 zum Oberamtmann befördert, bevor er 1807 in Pension ging.
Niemeyers Grabstein findet sich an der Stiftskirche in Wunstorf.

## Nachkommen
Johann Christian Niemeyer hatte zehn Kinder, darunter
1. Melusina Christiane Maria (* 10. November 1764 in Stolzenau) die im Januar 1787 in Blumenau den Christian Friedrich Friedrichs heiratete;
2. den späteren Geheimen Kanzleirat Conrad Friedrich Eberhard Niemeyer (* 12. Februar 1769 in Wölpe; † in Hannover);
3. Christian Heinrich Ludwig (* 14. Juni 1775 in Blumenau)[1]